# Por amor a vos
Por amor a vos es una telenovela argentina producida por Pol-Ka y emitida por Canal 13 desde el 28 de enero de 2008 hasta el 9 de febrero de 2009. Es protagonizada por Miguel Ángel Rodríguez y Claribel Medina. Coprotagonizada por Raúl Taibo, Nicolás Cabré, Soledad Fandiño, Esteban Prol, Marcelo De Bellis, Jimena Barón y Mónica Ayos. Antagonizada por Patricia Echegoyen, Liliana Simoni, Gabriela Sari, Felipe Colombo y el primer actor Rodolfo Ranni. También, contó con las actuaciones especiales de Pepe Monje, Roly Serrano y las primeras actrices Haydeé Padilla, Cecilia Cenci y Ana María Cores. Y la participación de Andrea Del Boca como actriz invitada.

## Argumento
Margarita (Claribel Medina) es una mujer que por las vueltas de la vida debe hacerse cargo de una portería sin tener mucha idea del oficio. Llega acompañada de su hijo León (Nicolás Cabré). En su nueva vida contará con la ayuda de Beto (Miguel Ángel Rodríguez), el encargado del edificio de enfrente, un hombre noble que vive en una eterna crisis de pareja. También se encontrará con Mauricio (Raúl Taibo), un odontólogo. Así se plantea un triángulo amoroso entre dichos personajes, al cual se suma Betty (Mónica Ayos), la amiga de Margarita, que también se enamora de Mauricio. Sin embargo Betty no es retratada como la villana y no intenta quedarse con Mauricio, sólo intenta relacionarse con él cuando Margarita está con Beto. Betty incluso queda embarazada de Mauricio, y Beto se divorcia de su esposa. 
Margarita no es en realidad la madre biológica de León, ya que la misma es Selva (Liliana Simoni), su hermana, y Margarita lo tomó como hijo propio luego de que ésta lo abandonara. Inicialmente se planteó que León ignoraba dicha situación, y más adelante se trabaja la trama en que se entera de esto. Dicha trama deriva a su vez en una sobre el padre biológico de León. Este es el administrador Armando (Rodolfo Ranni), pero manipula el examen de ADN para que parezca que este sea Mauricio, quien también tuvo relaciones con Selva en el pasado. Creyendo ser el padre Mauricio acepta la situación y toma a León como hijo, pero León queda muy afectado por la noticia ya que mantenía una relación con Jazmín (Soledad Fandiño), la hija de Maurcio, quien cree entonces que es su hermana. Su relación finaliza y, para tratar de olvidarlo, Jazmín se casa con Martiniano (Esteban Prol), a quien había dejado al comenzar su relación con León. La hija de Beto, a su vez, intenta aprovechar la situación para seducir a León, aunque con escasos resultados.
La situación se tornó insoportable entre Jazmín y Martiniano. Por suerte, Leon descubre una aparente homosexualidad en Martiniano. Tras muchos traspiés, logra asegurarse de la identidad de este. Amenazándolo de descubrir su verdad, Martiniano decide revelar su homosexualidad frente a sus padres, dando fin al casamiento.
El capítulo final de esta historia escrita mostró el desenlace de la historia de amor entre Beto y su amada Margarita.
El episodio comenzó con Selva, quien mantenía cautiva a Margarita, con la intención de "hacerla desaparecer" de la vida de Beto y así ocupar su lugar. Pero, por supuesto, el portero hizo lo imposible por encontrar al amor de su vida. Hasta recurrió a su exmujer Ángela (Patricia Echegoyen) quien volvió a tener esas visiones que supieron convertirla en una especie de "gurú del vecindario". Ángela le dio las pistas de dónde podía estar secuestrada Margarita. Hacia allí partió Beto, en un intento desesperado por salvarla. Y, a pesar de que Selva fue capaz hasta de amenazar de muerte a su propia hermana con tal de lograr su cometido, el encargado pudo rescatar a su querida Margarita. 
La escena final los encuentra unidos en el lugar donde se conocieron: la vereda del edificio. Allí Beto le regala dos pasajes para ir a visitar a León y Jazmín a Bariloche, quienes siguen felices en el sur junto a su hija Malena. Y así es como la historia de amor entre los porteros logra tener un final feliz luego de tantos desencuentros.
El "antihéroe" Super Nito (Pepe Monje) se convierte en una especie de "guía turístico" del barrio y cuenta a un grupo de extranjeros las historias del vecindario. Por otra parte, Ángela parte a Italia junto a Don Armando para iniciar así una nueva vida.
Marilina (Gabriela Sari), embarazada, formará familia finalmente con Morsa (Ariel Staltari), e Hipólito (Nicolás Scarpino) logra sacar un pasaje para ir a África con su mujer, Conce.

## Elenco
- Miguel Ángel Rodríguez como Beto Baldés.
- Claribel Medina como Margarita Carloni.
- Raúl Taibo como Mauricio Sassone.
- Nicolás Cabré como León Carloni.
- Soledad Fandiño como Jazmín Sassone.
- Rodolfo Ranni como Armando Molinari.
- Liliana Simoni como Selva Carloni.
- Nicolás Scarpino como Hipólito Iribarren.
- Esteban Prol como Martíniano Luna.
- Felipe Colombo como Facundo Agüero.
- Jimena Barón como María Concepción Molinari.
- Pepe Monje como Nito Gil.
- Mónica Ayos como Betty.
- Marcelo De Bellis como Juanca.
- Roly Serrano como Plácido Domínguez.
- Ariel Staltari como El Morsa.
- Patricia Etchegoyen como Ángela Torales.
- Rodolfo Samsó como Adriano Cortés.
- Ana María Cores como Penelópe Cortés.
- Haydée Padilla como Flora.
- Cecilia Cenci como Elvira Batani.
- Pablo Codevila como Oscar Carloni.
- Claudia Schijman como Samantha Arnezzi.
- Gabriela Sari como Marilina Baldés.
- Juana Viale como Bárbara Cortes.
- Andrea del Boca como Dalía.
- Osvaldo Laport como Daniel.
- Mirta Bogdasarián como Fabiola Arnezzi.
- Sabrina Rojas como Carla.
- Marcelo Mazzarello como Luis.
- Mario Moscoso como Mafioso Italiano.
- Christian Sancho como Marco Antonio.
- Laura Cymer como Rafaella Molinari.
- Ernesto Claudio como Carlos Furnatti.
- Cacho Castaña como Alberto.
- Viviana Sáez como Vicky.
- Esteban Meloni como Luciano Torres Quevedo.
- Santiago Caamaño como Coco.
- Pablo Sultani como Representante.
- Diego Mesaglio como Ramiro.
- Chachi Telesco como Desconocido.
- Nelson Rueda como Abogado.
- Henry Jeannerot como Cartero.
- Alejandro Genes como Camilo.
- Gera Maleh como Paciente.
- Julián Weich como El Anfitrión.

## Recepción
Se emitió por primera vez el 28 de enero de 2008 compitiendo la franja con la telecomedia de Telefe Una de dos que estrenaba el mismo día, como esperaba el canal Por amor a vos ganó la franja horaria con 27.8 puntos de índice de audiencia, mientras que Una de dos alcanzó 15.4 puntos. La telenovela estuvo varios meses al aire de los cuales los últimos bajo su rendimiento en cuanto al índice de audiencia, su promedio final fue de 21.2 puntos.

## Premios y nominaciones

### Premios Martín Fierro
| Año  | Categoría                   | Receptor                                                        | Resultado |
| ---- | --------------------------- | --------------------------------------------------------------- | --------- |
| 2008 | Mejor Comedia               | Mejor Comedia                                                   | Nominada  |
| 2008 | Mejor Actor - Comedia       | Miguel Ángel Rodríguez                                          | Nominado  |
| 2008 | Mejor Actor - Comedia       | Raúl Taibo                                                      | Nominado  |
| 2008 | Mejor Actriz - Comedia      | Claribel Medina                                                 | Nominada  |
| 2008 | Actor de reparto - Comedia  | Marcelo de Bellis                                               | Nominado  |
| 2008 | Actriz de reparto - Comedia | Patricia Etchegoyen                                             | Nominada  |
| 2008 | Mejor Canción Original      | "Por Amor a Vos" interpretado por Cacho Castaña y Valeria Lynch | Ganadores |
| 2009 | Mejor Comedia               | Mejor Comedia                                                   | Nominado  |
| 2009 | Mejor Actor - Comedia       | Raúl Taibo                                                      | Ganador   |
| 2009 | Actriz de reparto - Comedia | Patricia Etchegoyen                                             | Ganadora  |

### Premios Clarín
| Año  | Categoría                    | Receptor                     | Resultado |
| ---- | ---------------------------- | ---------------------------- | --------- |
| 2008 | Mejor Ficción Diaria Comedia | Mejor Ficción Diaria Comedia | Nominada  |
| 2008 | Mejor Actriz - Comedia       | Patricia Etchegoyen          | Nominada  |